# La Chartre-sur-le-Loir
La Chartre-sur-le-Loir é uma comuna francesa na região administrativa do País do Loire, no departamento de Sarthe. Estende-se por uma área de 8.30 km². Em 2010 a comuna tinha 1 419 habitantes (densidade: 171 hab./km²).